# Jacques d'Angoulême
Pour les articles homonymes, voir Jacques.
Pierre Jacques dit Jacques d'Angoulême, né en 1520 et mort en 1596, est un sculpteur français du XVIe siècle.

## Biographie
Originaire de Reims, il étudie à Rome. Lorsqu'il revient en France, il séjourne quelque temps à Angoulême et prend le nom de Jacques d'Angoulême. Il revient à Rome en 1549, avec le cardinal Charles de Lorraine, et gagne une grande réputation. Il est connu pour une statue de Saint-Pierre à Rome, qui, en 1550, est préférée à celle que présente Michel-Ange. De retour en Champagne en 1553, il réalise des sculptures pour diverses églises de Reims, notamment le tombeau de saint Remi pour l'église Saint-Remi et celui de Marie de Guise, la mère de Marie Stuart, pour l'église Saint-Pierre-les-Dames. On lui doit aussi les figures du Retable des Apôtres ou de la Résurrection dans la cathédrale de Reims et une statue de saint André dans l'église du même nom. Il vit de nouveau à Rome de 1572 à 1577, où il crée un ensemble de dessins de marbres antiques d'après les originaux, avant de retourner dans sa patrie,.
Blaise de Vigenère le classait au-dessus de Germain Pilon.